# 嶋田力夫
嶋田 力夫（しまだ りきお、1939年 - ）は、日本の経済学者。東京都出身。

## 経歴
昭和45年（1964年）早稲田大学第二経済学部経済学科卒業。昭和45年（1970年）法政大学大学院経済学研究科経済学専攻博士課程単位取得満期退学。長野大学社会福祉学部教授、平成16年（2004年）学長。
平成27年（2015年）瑞宝中綬章受章。

## 著書
- 「地方から都市を考える 長野大学からの二十一世紀メッセージ」 郷土出版社 1993年
- 「経済成長と地域社会の変化」 平成7年度科学研究費補助金国際学術研究（大学間協力研究）研究成果報告書 1996年

### 訳書
- R.ロスドルスキー 「資本論成立史」 法政大学出版局 1973年（時永淑、小黒佐和子と共訳）

## 参考
- 「長野県人物・人材情報リスト」 日外アソシエーツ 2020年